# My Friend Pedro
My Friend Pedro, auch My Friend Pedro – Blood Bullets Bananas genannt, ist ein Indie-Actionspiel, das an Spiele wie Max Payne erinnert. Es erschien am 20. Juni 2019 für Microsoft Windows und die Nintendo Switch sowie am 5. Dezember 2019 für die Xbox One. Entwickelt wurde das Spiel vom schwedischen Studio DeadToast Entertainment. Der Publisher ist GHI Media, auch bekannt unter dem Namen Devolver Digital.

## Gameplay
Man steuert einen zunächst namenlosen Helden, der eines Tages von einer schwebenden Banane aufgefordert wird, endlich aus dem Bett aufzustehen. Die Banane führt den Spieler zu einer Pistole und ab diesem Zeitpunkt geht das Spiel los.
Der Spieler zielt in Zeitlupe auf Gegner, um sie zu töten. Man kann auch von Wänden springen, während man Sprünge machen, Kugeln von Bratpfannen und Schildern abprallen lassen oder Dinge wie abgetrennte Köpfe in die Feinde treten. Den Spielern werden Bonuspunkte gutgeschrieben, wenn einer dieser Kills etwas ganz Besonderes ist, wie z. B. das Schießen auf die Bratpfanne, um Feinde zu töten oder durch das Fliegen durch die Luft etc.
Zudem ist es möglich, zwei Waffen gleichzeitig zu benutzen. In diesem Fall kann man mit beiden Waffen in verschiedene Richtungen zielen.

## Rezeption
Das Spiel erhielt gute bis sehr gute Bewertungen.
So vergibt IGN 8,5 von 10 Punkten mit der Begründung: „Exzellente Action zeichnet My Friend Pedro aus, obwohl es wenig Grund gibt, nach der kurzen Kampagne zurückzukehren.“
Daily Star vergibt 5 von 5 Punkten und schreibt: „My Friend Pedro ist eine süchtig machende Erfahrung und ein faszinierendes Shoot-em-up, das, obwohl es keine gute Geschichte liefert, Sie auf ein gewalttätiges Ballett mit Blut, Kugeln und Bananen mitnimmt.“
PC Games gibt dem Spiel 8 von 10 Punkten, da es ein „spaßiger Shooter mit enormem Suchtpotenzial“ sei.
GameSpot vergibt 7/10 Punkte an das Spiel und schreibt: „Es ist nicht immer berauschend während der gesamten Kampagne, aber My Friend Pedro ist es wert, gespielt zu werden, denn es gibt viele Momente, in denen man einen Schacht hinunter springen und in Zeitlupe in zwei Richtungen schießen kann, oder einen Feind töten kann, indem man das Skateboard tritt, das man in ihr Gesicht fährt, oder einen Raum voller Bösewichte mit Hilfe einer Bratpfanne ausschalten kann.“
AusGamers vergibt dem Spiel 6,7 von 10 Punkten und sagt: „Auch wenn My Friend Pedro schwankt, wenn er am weitesten vom Action-Film-Ideal abweicht, ist man in der meisten Zeit trotzdem ein eiskalter Killer mit einer Reihe von Waffen und einem Talent, auf böse Kerle zu schießen, während man sich in der Luft dreht.“

## Auszeichnungen
- Steam Awards 2019 in der Kategorie Innovativstes Gameplay[13]